# Jean Claire
Dom Jean Claire, dont le nom de naissance était Louis-Marie-Jean Claire, né à Tarbes le 31 janvier 1920 et mort à Solesmes le 25 avril 2006, est un moine bénédictin, musicologue grégorien, auprès de l'abbaye Saint-Pierre de Solesmes.
Succédant aux études grégoriennes de Dom Eugène Cardine, il découvrit l'origine du chant grégorien et améliora la connaissance des chants liturgiques existant avant celui-ci.

## Naissance et formation
Jean Claire naît à Tarbes le 31 janvier 1920.
La vocation de cet enfant, futur musicologue grégorien, s'annonce tôt. D'une part, il est capable de composer de petits airs à la âge de six ans. D'autre part, il se distingue déjà par son service en faveur de la liturgie. Quelle que soit la résidence de la famille, il assiste assidûment à la messe comme petit chanteur à la cathédrale de Tarbes, à l'église Saint-Joseph des Brotteaux de Lyon, puis à la basilique Notre-Dame-de-Bon-Secours de Guingamp. Jean Claire exprime son désir d'entrer au Grand séminaire de Tarbes, mais son père, colonel, refuse cette proposition.

## Arrivée à Solesmes

### Déviation vers Solesmes

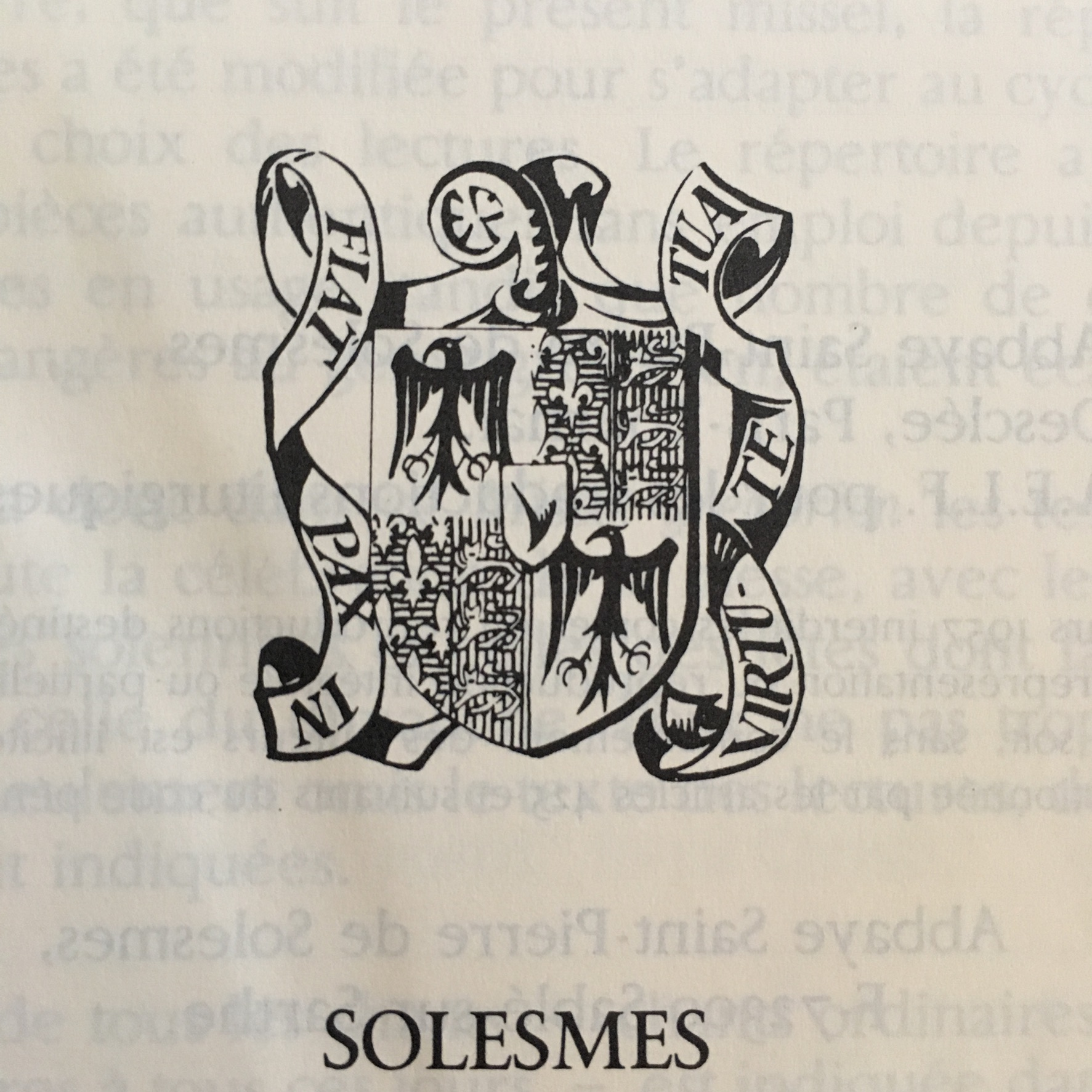
Profondément impressionné par l'enregistrement monumental de Solesmes en 1930 sous la direction de Dom Gajard, le jeune Jean voulait entrer dans ce monastère. 50 ans après, cela était lui qui décrocha un grand prix d'un disque du chant grégorien avec son interprétation sémiologique, en 1984.

Jean Claire ne renoncera jamais ce vœu. Toutefois, il lui faut attendre. Il décide d'étudier la philosophie, celle de Blaise Pascal. Après s'être inscrit au lycée Janson-de-Sailly à Paris, il se consacre à Pascal au sein du lycée Louis-le-Grand, en vue de préparer l'école normale supérieure. Mais, il subit, à cette époque, une santé affaiblie. 
Quelques années à Paris peuvent être expliquées par cette santé fragilisée et son souhait spirituel. Encore s'inscrit-il aux cours de l'Institut grégorien de Paris puis à la faculté de théologie de l'Institut catholique de Paris. Il devient collaborateur d'un professeur du chant grégorien à l'Institut grégorien (Henri Potiron, celui-ci créa une chorale d'élèves au collège Sainte-Barbe,et était maître de chapelle de la paroisse de Saint-Thomas d'Aquin). Il se distingue également avec sa participation aux Grandes heures grégoriennes du 40e anniversaire du motu proprio de saint Pie X, Inter pastoralis officii sollicitudes, tenues en 1943.
En fait, depuis sa première visite auprès de l'abbaye Saint-Pierre de Solesmes en cachette, le jeune Jean était toujours sous le conseil de ce monastère. Finalement il frappe à la porte de Solesmes le 11 octobre 1944. Il ne reste alors aucune hésitation ; sa profession suit le 12 octobre 1946.

### Prêtre, consultant du concile Vatican II
Le 19 août 1951, Dom Jean Claire reçoit son ordination sacerdotale.
Le concile Vatican II s'avère ambivalent pour ce musicologue. En effet, le Saint-Siège le nomme certes, en 1964, consulteur du Conseil pour l'application de la constitution sur la liturgie, créé par le pape Paul VI. Toutefois, l'adoption de la langue vulgaire ainsi que du chant liturgique très simple n'a pas besoin d'une profonde connaissance de ce musicologue (bien qu'il reçoit filialement la réforme liturgique et n'a pas cherché à la contester). D'ailleurs, Solesmes lance le projet d'un nouvel antiphonaire afin de poursuivre l'intention du concile et de s'adapter à la réforme, en envisageant l'approbation du Saint-Siège à l'avenir. Sous la direction de Dom Claire, un seul tome en édition critique, Liber hymnarius cum invitatoriis & aliquibus responsoriis, sortira en tant que volume II, en 1983 [lire en ligne]. Ce tome était effectivement nécessaire, étant donné qu'après ce concile, toutes les célébrations peuvent commencer avec un hymne.
En collaboration internationale, il n'hésite pas à soutenir les émissions de la Radio suisse romande.
Finalement, il succéde formellement à Dom Joseph Gajard en 1971, sans attendre le décès de ce dernier. Il devient non seulement maître de chœur de l'abbaye mais également directeur de la Paléographie musicale ainsi que des Études grégoriennes. À savoir, qu'il prend la responsabilité de la liturgie ainsi que des études du monastère. En conservant la spiritualité de son prédécesseur, il amplifie et revitalise, avec sa connaissance profonde et d'une manière différente, les activités monastiques auprès de son abbaye,.
Sa collaboration à l'extérieur de l'abbaye continue : Dom Claire participe aux sessions grégoriennes, notamment tenues à l'abbaye Notre-Dame de Fontevraud, avec le chanoine Jean Jeanneteau († 1992) ainsi que Dom Eugène Cardine, afin de former les maîtres de chapelle de qualité : ce projet avait été lancé en 1975 à initiative de Jacques Duhamel, ancien ministre des affaires culturelles.

## Ses découvertes au regard de l'origine du chant grégorien

### Modalité archaïque
Chargé continuellement auprès de l'atelier de la Paléographie musicale, mais sous une longue direction de Dom Joseph Gajard († 1972), Dom Jean Claire peut se consacrer suffisamment à ses études. Nommé secrétaire de la Revue grégorienne en 1953, le musicologue de Solesmes y présente ses études, une trentaine articles,. En consultant de nombreux manuscrits anciens, il découvre les trois modalités archaïques :
1. sol la 3½ do ré mi 3½ sol la
2. do ré 3½ fa sol la 3½ do ré
3. ré mi 3½ sol la si 3½ ré mi

Dans cette modalité archaïque, le demi-ton est toujours évité alors que le trihémiton (3 demi-tons) joue un rôle important. Cela explique pourquoi le chant grégorien demeure diatonique et différent de la musique de la Grèce antique.

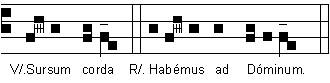
Il est évident que la fonction du trihémiton, retrouvée par Dom Claire, reste si importante dans la composition grégorienne. En faveur du Sursum corda avant la préface, tous les quatre trihémitons en quilisma sont attribués aux syllabes accentuées :
Sú(3½)rsum corda.
Habé(3½)mus ad Dominum.
Gratias agá(3½)mus Domino Deo nostro.
Dí(3½)gnum et iustum est.

### Cordes-mères
Le musicologue Jean Claire alla plus loin : en approfondissant ses études, il trouve finalement les trois cellules-mères (plus fréquemment appelées cordes-mères) qui dirigent et déterminent directement la nature de la composition grégorienne alors que les huit modes traditionnels ne sont qu'une classification.
Rappelons que le chant grégorien fut composé, sans soutien de notation ni système do - ré - mi - fa, et ce sont les intervalles reliant les degrés voisins qui déterminaient la couleur de la mélodie. Étant donné que ses prédécesseurs restaient sous influence de la musique contemporaine, personne n'était capable de trouver ces trois cordes-mères. Les musiciens médiévaux qui bâtirent les huit modes, tardivement, non plus.
1. sol 2½ la 3½ Do
2. la 3½ do 2½ Ré
3. do 2½ ré 2½ Mi

Il présente ses études au regard des modes grégoriens authentiques  avec les dénominations mode archaïque, corde-mère et cellule-mère, dans une thèse L'évolution modale dans les répertoires liturgiques occidentaux II, auprès de la Revue grégorienne, tome 40-6 (1962), p. 231, 236 - 239.

### Postérité
En dépit de nombreuses découvertes et du travail de plusieurs chercheurs de qualité auprès de l'abbaye Saint-Pierre de Solesmes, les meilleures études grégoriennes achevées sont l'étude de Dom Jean Claire sur la modalité archaïque et celle de la sémiologie grégorienne par Dom Eugène Cardine, conclut Susan Rankin, musicologue et professeur de la musique médiévale de l'université de Cambridge.
De même, l'avant-propos des actes du colloque « 1 000 ans de chant grégorien » tenu en septembre 2010 apprécia leurs études :

« Rendant hommage aux moines qui, par leurs travaux et la généreuse dispense de leurs enseignements, ont participé au rayonnement scientifique de Solesmes, elle (la Paléographie musicale) a plus précisément évoqué les découvertes de dom Eugène Cardine et dom Jean Claire qui, dans les années 1960 - 90, ont profondément renouvelé la connaissance du chant grégorien, dans le domaine de la sémiologie, de l'interprétation et de l'analyse modale »

Les découvertes de Dom Claire permirent des avancées considérables pour les études scientifiques des chants anciens. Ainsi, avec l'étude approfondie du texte, la composition de l'hymne Te Deum, auparavant attribuée à saint Ambroise de Milan et à saint Augustin d'Hippone, fut correctement examinée. D'après l'analyse de Dom Daniel Saulnier, cette hymne se compose en effet de la première partie en corde-mère Ré, proche de la modalité archaïque, puis de celle de la corde-mère Ré dont les principaux degrés sont différents, et enfin, de la troisième partie avec la corde-mère Mi, très différente des deux parties précédentes. D'où, il est évident que cet hymne fut successivement composé, par au moins trois auteurs et compositeurs.

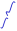
Quilisma dans le manuscrit Laon 239.

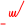
Quilisma de neume sangallien.

Sa découverte donna aussi une justification concrète à l'interprétation sémiologique établie, par Dom Cardine, pour le quilisma, faussement attribué auparavant à la voix vibrante : le demi-ton ne fonctionne, en fait, qu'en qualité d'ornement et de passage léger (le trihémiton (3½) y est en effet divisé par un ton et un demi-ton, donc passage léger). Cela explique que les deux systèmes complètement différents de neume, celui de Laon 239 et celui de neume sangallien, distinguaient pareillement cet ornement du trihémiton (normalement ré 2½ mi ½ fa ou la 2½ si ½ do). C'est pourquoi, depuis 2005, l'atelier de l'abbaye de Solesmes conserve toujours les signes de diminution y compris le quilisma, en dépit de la suppression de tous ceux des notes importantes.

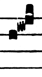
Quilisma dans la notation en ligne, par exemple la 2½ si ½ do 2½ ré.

### Distinctions
Sa contribution académique et artistique lui valent plusieurs distinctions dont sa promotion en 1979 au grade de chevalier de l'ordre des Arts et des Lettres.
Avec son interprétation sémiologique, ce maître de chœur de Solesmes obtint, en 1984, le Grand Prix du disque de l'Académie du disque lyrique, pour l'enregistrement Noël, Messe du jour et Messe de minuit, premier grand prix accordé à un disque de musique ancienne.
Puis, l'Institut pontifical de musique sacrée à Rome lui octroya son doctorat honoris causa en 1986, en raison de la qualité de ses études.

## Études approfondies concernant les chants antérieurs à la composition grégorienne

### Thomas d'Aquin etMedia vita

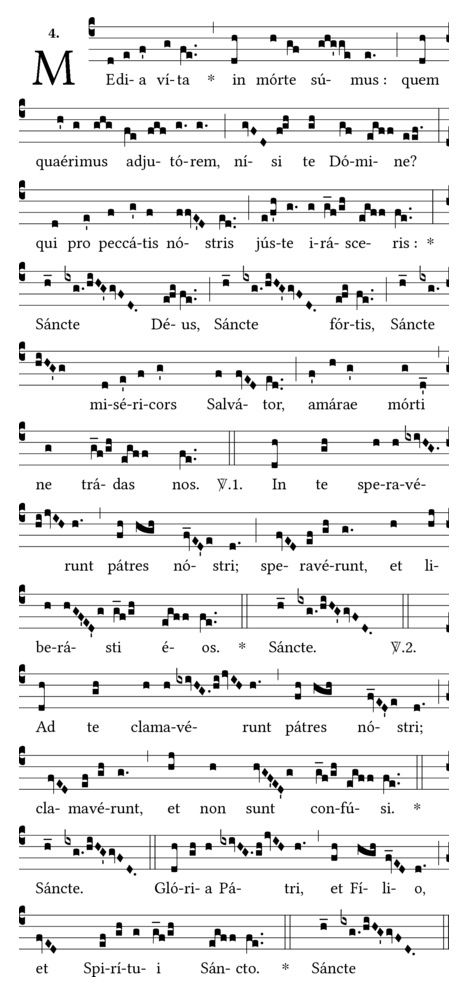
Notation du Media vita en grégorien, avec versets. On peut y constater une trace du Trisagion.

Les grandes qualités intelectuelles de Dom Jean Claire l'amenèrent  à s'intéresser à la tradition liturgique de l'ordre des Prêcheurs durant le Carême, qui cachait les traces d'anciens chants sacrés avant la composition du chant grégorien. Le musicologue s'intéressa en particulier à une antienne, Media vita in morte sumus, chantée en tant que répons dans cette tradition. Un document du XIVe siècle témoignait que cette antienne du Nunc dimittis fit pleurer saint Thomas d'Aquin, lors d'une célébration aux complies du Carême, au moment du verset Ne proicias nos in tempore senectutis (Ne nous rejette pas au tempe de la vieillesse).

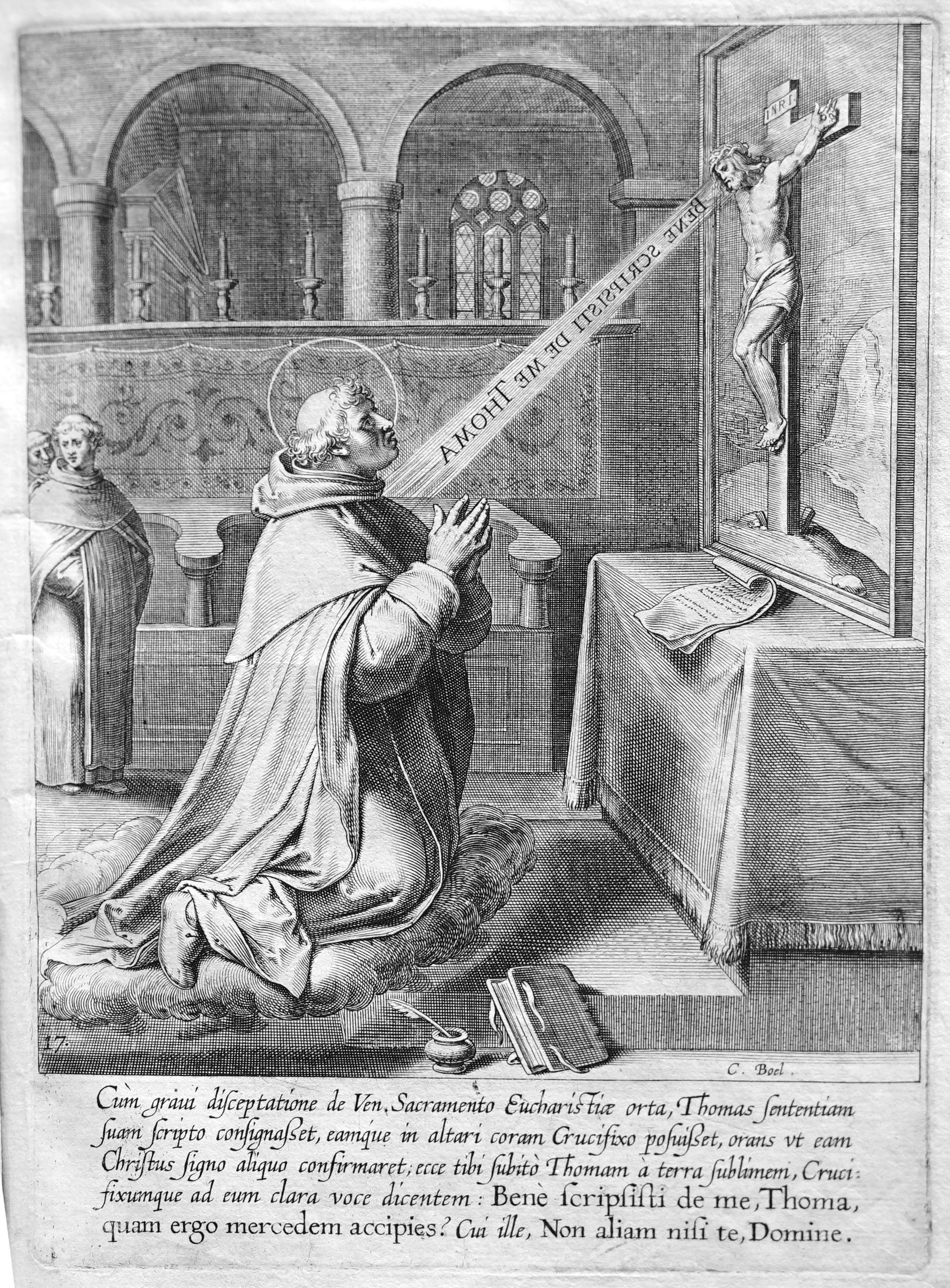
Saint Thomas d'Aquin.

Il s'agissait de la première biographie de saint Thomas d'Aquin, écrite par Guillaume de Tocco (Dominicain, † 1323) et intitulée Ystoria sancti Thome de Aquino (L'histoire de saint Thomas d'Aquin, 1323). Profondément intéressé, le musicologue commença à étudier les antiennes réservées au Carême dans la tradition dominicaine.
Dans cette optique, un grand nombre de documents furent rassemblés à l'abbaye de Solesmes. Parmi ces manuscrits, Dom Claire put trouver finalement un trope introduisant au Trisagion de l'antique liturgie gallicane, en tant qu'indice de l'origine du Media vita. Celui-ci était exécuté avant que Charlemagne n'ordonne le remplacement du rite gallicane par le rite romain en 789.
Voici le texte du Trisagion trouvé dans un manuscrit [lire en ligne]
Sancte Deus, Sancte fortis, Sancte immortalis, miserere nobis ;

Gloria Patri et Filio et Spiritui sancto.

Sancte Deus, Sancte fortis, Sancte immortalis, miserere nobis.

A seculo usque in seculum. Amen et Amen.

Sancte Deus, Sancte fortis, Sancte immortalis, miserere nobis.

### Avancement des études
Dom Jean Claire établit une méthode concrète d'après des manuscrits sûrs pour les chants les plus anciens, comme celle de la restauration du chant grégorien tenue depuis les années 1850.
Le chant grégorien n'a pas remplacé la totalité des anciens chants liturgiques. Certains chants gallicans ont été conservés, le chant grégorien succédant à plusieurs caractéristiques du chant vieux-romain. De nos jours, on peut distinguer les chants issus des mélodies gallicanes ainsi que ceux du vieux-romain dans le répertoire du chant grégorien.
Cette découverte attira naturellement l'attention d'autres chercheurs. En dépit d'absence de notation, les études de textes anciens furent établies, avec les manuscrits corrects, afin de retrouver l'origine des chants. De surcroît, il devint de plus en plus évident que ces chants anciens ont subi des modifications durant plusieurs siècles. Par exemple, une étude de l'une de ses élèves Marie-Noël Colette (2001) indique que succession et évolution se combinèrent [lire en ligne].
Avec ses latinité et musicalité, le chant grégorien représente le premier sommet du chant liturgique de l'Église romaine, toujours en usage jusqu'ici. La curiosité de Dom Jean Claire permit de compléter les études consacrées aux chants antérieurs à la composition grégorienne, assez scientifiquement.

## Posthume, psalmodie en refrain de saint Ambroise

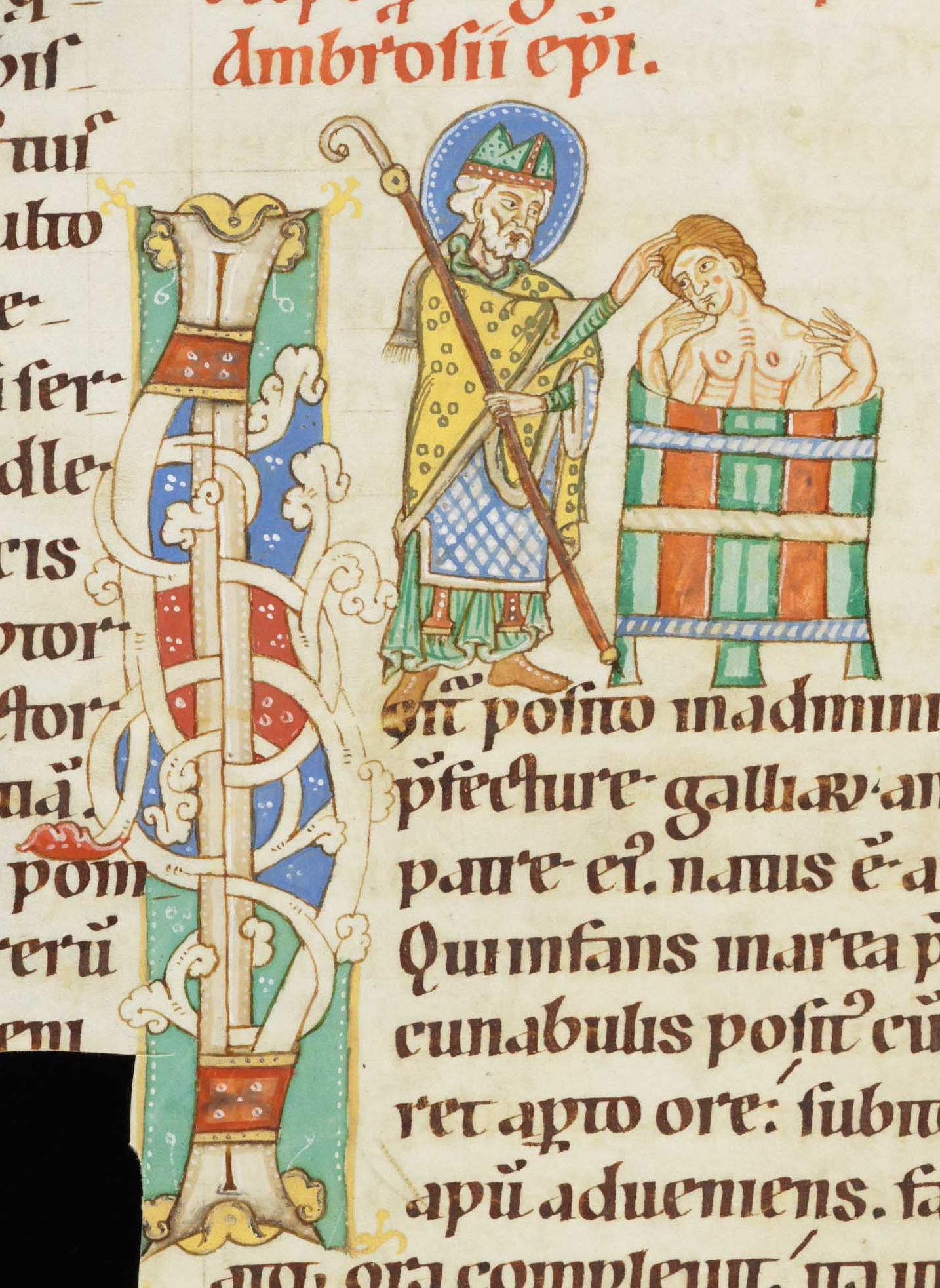
Avec des manuscrits du Carêmes de Milan, la dernière étude de Dom Claire attribua l'origine du répons dans la psalmodie à saint Ambroise.

### Origine du répons
Tout comme ses prédécesseurs, Dom Claire ne cessa jamais ses études, jusqu'à ce que la maladie les en empêchent. Il poursuivit  sa recherche de traces les plus anciennes dans la liturgie de l'Église d'Occident. Il s'agissait des manuscrits anciens réservés au Carême, remontent au IVe siècle à Milan. Cette période avant Pâques fonctionnait, dans le domaine du chant liturgique, telle la fenêtre du champ profond de Hubble. 
En analysant ces documents, le musicologue trouva des traces évidentes de transformation de la psalmodie sans refrain en psalmodie avec refrain. Et Dom Claire réussit à attribuer cette modification d'exécution à saint Ambroise de Milan. Il s'agit de l'origine du répons : l'évêque de Milan avait inséré un court verset, en tant que sujet ou résumé, afin de répondre au chant du soliste in directum.

« L'œuvre de saint Ambroise a donc consisté essentiellement en la transformation de la psalmodie sans refrain (in directum) en psalmodie avec refrain (responsoriale), qu'il n'a pas inventée, mais seulement acclimatée à Milan. On comprend que cette transformation ait pu être instantanée, l'air étant connu et le texte vite appris. »

Par ailleurs, cette étude difficile fut achevée d'après les manuscrits sans notation, car aucune mélodie ambrosienne n'avait été notée avant le XIIIe siècle, vraisemblablement après l'autorisation des chants ambrosiens par le Saint-Siège.

### Importance de cette découverte
L'attribution à saint Ambroise par Dom Claire est d'une considérable valeur. Avec cette psalmodie ainsi que ses hymnes, l'évêque mettait en effet en œuvre une idée, confirmée depuis par le concile Vatican II : toutes les célébrations de l'Église catholique gardent cette façon de psalmodier de saint Ambroise, entre les lectures de la Bible. C'est donc assez vraisemblablement à Milan que les fidèles chantèrent, pour la première fois dans l'histoire de l'Église d'Occident, des textes bibliques.
L'une de raisons pour lesquelles ce changement s'imposa, est la nécessité urgente qu'avait alors l'Église catholique de lutter contre l'hérésie d'Arius, qui n'admettait pas la trinité. Il lui fallait donc que les fidèles comprennent correctement le texte avec la langue en usage : à partir d'une simple imitation de la liturgie hébraïque, mais en grec (en raison de l'Évangélisation par les prêtres grecs, durant les trois premiers siècles), l'évêque de Milan a effectué une transformation importante, même s'il ne s'agissait que de l'insertion d'un court verset. En effet, depuis la célébration judaïque, le texte de l'Ancien Testament était toujours considéré absolument sacré, et intouchable (ainsi, le chant grégorien, composé postérieurement aux œuvres de saint Ambroise, respecte entièrement ce texte sacré, sans modification selon le rite romain). 
Enfin, l'idée même de permettre l'exécution par les fidèles est fondatrice, car, dans la célébration de l'Église, le chant biblique (non seulement psaume mais aussi cantique dans la définition la plus stricte) demeure toujours le plus important.

### Conclusion
Cette étude précise et précieuse fut publiée, après son décès en 2006, dans les Études grégoriennes tome XXXIV (2007) en tant que posthume, a la suite d'une interruption de publication de revue en 2006. L'article était intitulé comme Saint Ambroise et le changement de style de la psalmodie, Traces importants de transformation de la psalmodie sans refrain en psalmodie en refrain dans le Carême milanais. Avec la nécrologie de Dom Louis Soltner, ce volume était consacré à l'un des musicologues les plus distingués de Solesmes.
Heureusement que Dom Claire avait écrit la conclusion de la thèse : lire l'extrait de la conclusion (note no 4).

## Succession
En raison de son âge avancé, Dom Jean Claire devait trouver ses successeurs dans les années 1990. D'une part, il s'agissait d'un canadien, Dom Richard Gagné, qui était capable de lui succéder comme maître de chœur de Solesmes. Il fut en fonction entre 1996 et 2003 ainsi que jusqu'en 1998 en tant qu'organiste. D'autre part, Dom Claire quitta sa fonction de directeur de la Paléographie musicale, également en 1996. L'atlier de Solesmes continua, sans interruption, sa publication sous la direction de Dom Daniel Saulnier, qui deviendrait le professeur du chant grégorien au sein de l'Institut pontifical de musique sacrée à Rome.
En dépit de sa santé affaiblie, plus précisément ses ennuis pulmonaires, Dom Jean Claire continua ses études, et volontairement ses tâches d'accompagnement d'orgue.
Après avoir passé six mois au centre hospitalier de Sablé, Dom Jean Claire décéda au monastère le 25 avril 2006. La messe d'obsèques fut tenue trois jours plus tard, le 28 avril.

## Fonction auprès du Vatican
Si l'abbaye de Solesmes est liée toujours au Vatican depuis la restauration de l'établissement par Dom Prosper Guéranger, les fonctions officielles de moines de Solesmes ne sont pas nombreuses. Dom Claire était l'une des exceptions :
- Consulteur du Consilium ad exsequendam constitutionem de sacra liturgia (Conseil pour l'application de la constitution sur la liturgie[16]) : 1964 - 1968[2]

## Nécrologie
- Louis Soltner, Dom Jean Claire 1920 - 2006, dans les Études grégoriennes, tome XXXIV, p. 8 -, Abbaye Saint-Pierre, Solesmes (2006-) 2007  (ISBN 978-2-85274-314-4)[2] :
[lire en ligne]